# Mormolyca tenuibulba
Mormolyca tenuibulba là một loài thực vật có hoa trong họ Lan. Loài này được (Christenson) M.A.Blanco mô tả khoa học đầu tiên năm 2007.